# Trichoptya subspurcata
Trichoptya subspurcata är en fjärilsart som beskrevs av W. Warren 1912. Trichoptya subspurcata ingår i släktet Trichoptya och familjen nattflyn. Inga underarter finns listade i Catalogue of Life.